# David Foenkinos
David Foenkinos (Parigi, 28 ottobre 1974) è uno scrittore, regista e sceneggiatore francese.

## Biografia
Dopo gli studi alla Sorbona, ha esordito come narratore nel 2001 e da allora ha pubblicato 16 libri tra romanzi, biografie (una su John Lennon) e narrativa per l'infanzia.
Autore molto apprezzato in patria, ha ricevuto nel 2004 il Prix Roger-Nimier per Le Potentiel érotique de ma femme e i Premi Renaudot e Goncourt des lycéens nel 2014 per il romanzo Charlotte; le sue opere sono state tradotte in più di quindici lingue.
Nel 2011 ha curato assieme al fratello Stéphane la trasposizione cinematografica del suo romanzo La delicatezza.

## Opere
- 2001 – Inversion de l'idiotie: de l'influence de deux Polonais
- 2002 – Entre les oreilles
- 2004 – Le Potentiel érotique de ma femme
- 2005 – En cas de bonheur
- 2006 – Les Cœurs autonomes
- 2007 – Qui se souvient de David Foenkinos?
- 2008 – Le nostre separazioni (Nos séparations), Roma, E/O, 2012. ISBN 978-88-6632-130-9
- 2009 – La delicatezza (La délicatesse), Roma, E/O, 2010. ISBN 978-88-7641-924-9
- 2010 – Bernard
- 2010 – Imagine. Io, John Lennon (Lennon), Roma, Gremese, 2013. ISBN 978-88-8440-785-6 - Nuova ed. Milano, Edizioni BD Rock, 2016. ISBN 978-88-6883-605-4
- 2011 – L'eroe quotidiano (Les souvenirs), Roma, E/O, 2013. ISBN 978-88-6632-251-1
- 2011 – Le petit garçon qui disait toujours non
- 2012 – Mi è passato il mal di schiena (Je vais mieux), Roma, E/O, 2014. ISBN 978-88-6632-457-7
- 2012 – Il salice piangente che sorrideva (Le saule pleureur de bonne humeur) con Soledad Bravi, Milano, Rizzoli, 2013. ISBN 978-88-17-06382-1
- 2014 – Charlotte, Milano, Mondadori, 2015 ISBN 978-88-04-65168-0
- 2016 – Il mistero Henri Pick (Le Mystère Henri Pick), Milano, Mondadori, 2017. 978-88-04-67628-7
- 2018 – Verso la bellezza (Vers la beauté), Milano, Solferino Libri, 2019
- 2022 - Numero due (Numèro deux), Astoria

## Filmografia
- Une histoire de pieds (cortometraggio, 2005)
- La delicatezza con Stéphane Foenkinos (co-regia e sceneggiatura, 2011)
- Les souvenirs di Jean-Paul Rouve (soggetto e sceneggiatura, 2014)
- Il complicato mondo di Nathalie (Jalouse, 2017)
- Il mistero Henri Pick (Le Mystère Henri Pick, soggetto, 2019)
- Fantasie (2021)